# Ифил, Филип
Фи́лип Не́йтан И́фил (англ. Philip Nathan Ifil; род. 18 ноября 1986, Уиллесден, Большой Лондон) — английский футболист, игравший на позиции защитника.

## Карьера
Его мать — киприотка-гречанка, а отец — из Вест-Индии. Будучи школьником, он посещал начальную школу Гладстон Парк и Уиллесден Хай. Он играл за футбольный клуб «Спрингфилд», базирующийся в Кингсбери, Лондон, прежде чем перейти в академию «Тоттенхэм Хотспур», где считался подающим большие надежды талантом. До своего дебюта на профессиональном уровне Ифил поиграл за различные юношеские сборные Англии, а также был участником чемпионата мира среди молодёжных команд в 2003 году.
Уже в возрасте 17 лет Ифил попал в основной состав «Тоттенхэма». В первом туре Премьер-лиги сезона 2004/05 тренер Жак Сантини выпустил его в стартовом составе на матч с «Ливерпулем». Игра завершилась со счётом 1:1, а Ифил провёл на поле все 90 минут. В следующем туре молодой защитник вновь вышел с первых минут на матч с «Ньюкасл Юнайтед», который завершился победой его команды со счётом 1:0, и провёл его до конца. После двух игр в Премьер-лиге и одной в Кубке лиги Ифил перестал попадать в основной состав и играл за резервную команду.
В сезоне 2005/06 Ифила дважды отправляли за игровой практикой в «Миллуолл», игравший в Чемпионшипе. Всего защитник принял участие в 17 матчах за этот клуб. После возвращения в Тоттенхэм в сезоне 2006/07 Ифил вновь не получал возможностей заиграть в основном составе, хотя главный тренер «Хотспур» Мартин Йол высоко отзывался о Филипе и отмечал его хорошие карьерные перспективы. Лишь 15 апреля 2007 года Ифил снова сыграл за «Тоттенхэм» в Премьер-лиге, проведя весь матч с «Уиган Атлетик».

## Семья
Старший брат — Джерел Ифил, профессиональный футболист, выступавший за клубы низших английских лиг и в шотландской Премьер-лиге за «Абердин». В 2008 году братьев приглашали в сборную островного государства Сент-Люсия, откуда родом их отец и бабушка, однако из-за сложностей с оформлением гражданства Ифилы так и не попали в сборную.